# Université centrale de l'Équateur
L'université centrale de l'Équateur (Universidad Central del Ecuador) est une université publique située dans la ville de Quito.

## Description
C'est une université autonome de droit public par son statut juridique et à but non lucratif. L’université a la capacité d'étendre son travail au niveau national, conformément à la loi en vigueur sur l'Enseignement supérieur et les résolutions émises par l'agence de planification, de réglementation et de coordination de l'Enseignement supérieur d'Équateur.
L’université dispose de facultés, d'écoles, de carrières, d'instituts, de collèges d'études supérieures, de centres d'excellence, de centres de coordination académique, d'une université populaire et de domaines de recherche expérimentale.
L'université centrale de l'Équateur est l'une des plus complètes du pays, non seulement  par le nombre d'étudiants admis chaque année, mais aussi par les travaux des facultés qui la composent.

## Objectifs et missions
Objectifs
- Former des procédures éthiques, humanistes et des compétences afin de résoudre les problèmes de la société.
- Réaliser l'exécution et le développement des projets de partage avec la collectivité.
- Créer et diffuser des connaissances scientifiques et technologiques, l'art et la culture.
- Former des professionnels et des chercheurs.
- Créer des espaces pour l'analyse et la recherche de solutions aux problèmes nationaux.

Missions
L'université dirige la gestion culturelle, universitaire, scientifique et administrative du système national d'enseignement supérieur dans le but d'aider à développer le pays dans un monde en mutation rapide.

## Histoire

### De la fondation à la fin duXIXesiècle
Les origines de l'université centrale de l'Équateur remontent à 1586. Elle s'est créée par la fusion de trois universités de l’époque coloniale : l'université de San Fulgencio (fondée en 1586 par les augustiniennes), l'université San Gregorio Magno (fondée par les  jésuites en 1651) et l'université Santo Tomas de Aquino (fondée en 1681 par les dominicains.) Cette union a donné naissance à la Real Universidad Pública de Santo Tomás de Aquino de Quito. Par la suite, son nom a été changé en Universidad Central de Quito. En 1836, le président de la République Vicente Rocafuerte a changé, par décret, le mot « Quito » par celui d'« Équateur », donnant le nom actuel de l'université centrale de l'Équateur.
En 1850, la République d'Équateur est déclarée nation indépendante. Dans son histoire, l'université subit de nombreuses fermetures pour des raisons politiques. L'éducation supérieure est affectée par les expulsions de jésuites en 1852, commanditées par le président José María Urbina. En 1857, García Moreno est élu comme président de l'université. En 1862, l'Équateur approuve le « Concordat » avec le Saint-Siège qui oblige l'université, comme les écoles et lycées, à éduquer « conformément à la doctrine chrétienne ». La première fermeture a été faite par le président Gabriel Garcia Moreno en 1869. Celui-ci a créé l'École polytechnique nationale. L'université est fermée pour six ans. En 1875, l'université est rouverte après avoir été fermée par Ignacio Veintimilla. Le 18 mars 1883, l'université est rouverte grâce à la lutte des universitaires qui renversent Veintimilla. En 1925, la République crée une loi sur l'autonomie des universités nationales et l'université centrale de l'Équateur se proclame indépendante. En 1963, l'Équateur traverse une période d'hostilité dans l'enseignement supérieur  où de nombreux étudiants et enseignants sont persécutés.

#### Ouverture aux femmes
Le lycée Manuela Cañizares en 1901 et, en 1922, le lycée 24 de Mayo sont devenus les premiers lycées accordant un diplôme universitaire aux femmes, mais la progression fut lente. Dans le quotidien, il était mal vu que les femmes assistent à l'université et qu'elles aient une vie indépendante. Au début du siècle, il est en effet peu aisé pour les femmes de l'époque de quitter le cadre domestique.  
Avec le libéralisme, l'image de la femme commence à changer.

### Au cours duXXesiècle
1906
En octobre 1906 est réformée la Constitution de 1897.
- L'article 16 stipule :

« L'enseignement, essentiellement l'enseignement primaire, est obligatoire, gratuit et laïc, il sera payé avec des fonds publics »

- L'article 24 prescrit :

« L'enseignement supérieur comprend les facultés de Droit, Mathématiques, Physique, Médecine, Chirurgie et Pharmacie, Philosophie et Littérature. »

Période 1925 - 1964
Le 19 juillet 1925, le Conseil du gouvernement provisoire promulgue la loi sur l'enseignement supérieur, qui reconnaît l'autonomie de l'université pour les procédures académiques et administratives.

En 1938, une nouvelle loi d'éducation supérieure est promulguée, laquelle dure jusque 1964. La Constitution Équatorienne de 1945, dans son article 53, dit : 

« Les universités sont autonomes, conformément à la loi ; l’étude, l’intérêt pour résoudre les principaux problèmes du pays et la diffusion de la culture seront les tâches les plus importantes. »

La Constitution équatorienne de 1946 dans son article 172 confirme que les universités officielles et particulières sont autonomes.
Le 20 août 1963, le Registro Oficial rend légal le décret de réforme de la Loi d’Éducation.
Le 29 janvier 1964, les partisans de la politique dictatoriale décident d'envahir d'université et commencent à frapper les étudiants, puis à soumettre les professeurs et les employés avant de fermer l'institution. Deux ans plus tard, le 25 mars 1996, se produit une nouvelle prise de l'université. Cette attaque armée, lancée par le peuple, met fin à la dictature.

### Histoire de la citadelle universitaire
La citadelle universitaire de l'université centrale de l’Équateur est située sur l'avenue America dans le centre de Quito. 14 facultés d'études sur 16 y sont érigées : le théâtre, l'édifice administratif, le stade, le Colisée, le théâtre et l'hôpital universitaires, et quelques autres dépendances universitaires comme l'institut de langues, la FEUE de Quito, le gymnase, la maison d'édition universitaire, les aires sportives, etc.
La citadelle est l'œuvre du recteur de l'université, le juriste, professeur et homme politique politique Dr Alfredo Pérez Guerrero. Il a été le promoteur de la construction des édifices les plus emblématiques de la citadelle comme la Faculté de Jurisprudence ou l'édifice administratif qui sont repris dans l'inventaire du patrimoine culturel du district métropolitain de Quito.
Entre 1945 et 1950, l'architecte uruguayen Gilberto Gatto Sobbral planifie et dessine les immeubles qui, jusqu'à aujourd'hui, servent aux nouvelles générations d'étudiants. Une dizaine d'immeubles sont équipés pour l'enseignement dans les carrières que l'université offre. Dans la citadelle universitaire ne se trouvent pas la Faculté des Sciences médicales (qui se trouve derrière l'hôpital national Eugenio-Espejo) et la Faculté de Sciences agronomiques.
La citadelle a été ouverte au milieu du XXe siècle, et constitue l'un des plus significatifs complexes urbains de la ville de Quito. La zone occupée par la Citadelle universitaire s'étend sur environ 36 hectares. C'est un des plus grands campus universitaires de l'Équateur.
Sur le campus, d'importants bâtiments font partie du patrimoine culturel de l'université, comme la Plaza Indoamérica, le bâtiment administratif, le théâtre universitaire, et les facultés de jurisprudence, sciences politiques et sociales. Le campus abrite la fresque murale Histoire de l'homme et la culture, inaugurée en 1959 par le maître des arts plastiques de l'Équateur, Oswaldo Guayasamín.
Période 1970
Les universités publiques de Quito, Guayaquil, Cuenca et Loja sont fermées jusqu’en  mars 1971. Le31 décembre 1970, le pays obtient une loi d'éducation supérieure mais elle est refusée par toutes les universités du pays.
Depuis 1980
En 1982, l’université centrale fonctionne avec la loi des Universités et Écoles polytechniques. L'année suivante, ce fait reconnu donne à l’université le droit de créer son propre statut. 
À partir de 1990, cette université a procédé à quelques modifications administratives et académiques, toujours en accord avec les demandes et dispositions de la société et du gouvernement.

### Histoire récente (depuis les années 2000)
Politique
La crise économique de 2000 réveille le mécontentement de la société équatorienne en général. Les étudiants, professeurs et membres du personnel administratif de l’université centrale participent aux manifestations contre le gouvernement de Jamil Mahuad.
Le « Movimiento Popular Democrático (MPD) » qui représente surtout la « Facultad de Filosofía », participe à cette manifestation en s’opposant aux décisions politiques prises par le gouvernement : la montée du dollars, la réduction des salaires, le férié banquier, etc. Cela marque l’importance de l’université centrale dans l'histoire politique récente de l’Équateur.  En plus, l’université contribue activement dans les débats des projets de lois concernant le domaine éducatif. 
À l'intérieur de l’université centrale, les conflits au niveau politique sont assez forts. Le « Frente Revolucionario de Izquierda Universitario (FRIU) » (mouvement fortement lié au MPD)  et « Nueva Universidad (NU) » se disputent le contrôle de la « Federación de Estudiantes del Ecuador (FEUE), Quito ». Le FRIU perd la FEUE pour la première fois après 35 ans en 2009. NU prend la parole au nom des étudiants de l'Université centrale. Ce mouvement politique promeut aussi la candidature du Dr Edgar Samaniego pour la direction de l’université.
De nos jours, les disputes entre ces deux mouvements continuent. Il existe aussi d'autres mouvements représentant la pensée des étudiants de l’université centrale.

## Enseignement

### Offre académique
L’université centrale de l’Équateur est composée de 17 facultés, lesquelles offrent quarante différentes carrières de pré-grade. Dans ses débuts, l’université a commencé avec la Faculté de Médecine et de Jurisprudence. Celles-ci sont les deux facultés les plus anciennes, qui fonctionnent jusqu'aujourd'hui avec plus de trois cents années de traditions et d'histoire. Dans ces importantes facultés, des avocats, politiciens et médecins du pays ont été formés.
La grande majorité des facultés datent de la seconde réforme universitaire.

### Système d'admission
L'université centrale de l'Équateur a obtenu la classification A par le CONEA, ce qui représente l'excellence académique. Cela inspire année après année des milliers de gens pour accéder aux carrières proposées. L'accès n'est pas réservé uniquement aux classes aisées mais à tout candidat de n'importe quelle partie du pays. Chaque année le processus de sélection de nouveaux étudiants aux carrières différentes est plus complexe.
Les inscriptions sont possibles par internet sur le site web de l'université.  
- Le système annulera l'inscription automatiquement si des fausses données sont fournies.
- Les épreuves sont obligatoires. En cas de non-présentation aux épreuves, l'inscription est annulée automatiquement[6].

Le chronogramme est immuable et strict. 
- Inscription des candidats.
- Réception des documents.
- Publication du calendrier d'épreuves : culture générale, raisonnement et académique
- Réception d'épreuves.
- Publication des qualifications.
- Réclamations.
- Publication définitive des résultats d'admission.
- Inscription ordinaire dans le premier semestre.
- Registre dans le cours propédeutique.
- Début général des classes[7].

### Inscriptions
Le passage à l'informatique a révolutionné l'éducation et la vie quotidienne. Auparavant, l'accès à l'université centrale de l'Équateur nécessitait plusieurs jours de voyage aux candidats et de longues files d'attente.
Depuis l'année scolaire 2007-2008, l'université a apporté un changement majeur dans les inscriptions. Aujourd'hui, tous les diplômés du secondaire, qui aspirent à une place à l'université centrale, doivent s'inscrire sur le site de chaque école.
Après enregistrement par l'intermédiaire du site, les candidats doivent attendre le moment de l'évaluation. Le dernier chiffre de la carte d'identité détermine la faculté où passer des tests psychologiques. L’évaluation psychologique porte sur le raisonnement verbal et abstrait, ce qui oblige tous les candidats à se joindre à l'université centrale de l'Équateur, à partir de n'importe quelle faculté.
La date de l'évaluation du numéro d'identification est publiée sur le site de l'université. Les résultats reçus, les étudiants doivent ensuite déposer un dossier dans les secrétariats de chaque ministère, doivent présenter une carte d'identité et le certificat de degré, et d'imprimer le document obtenu par le biais d'internet.

## Infrastructures
Actuellement, l'université dispose de seize facultés. Elles continue à augmenter son infrastructure, à commencer par la construction de la plus grande bibliothèque de l'Équateur, située en face de la faculté de l'agriculture, qui servira à tous les enseignants et étudiants pour la préparation scolaire. On construit des terrains en gazon synthétique, pour tous. On érige un centre de langue, situé à côté de la faculté d'économie. Ce centre ouvrira ses portes à plus d'étudiants pour leur préparation et le développement des langues.
En raison des besoins de nos étudiants, un hôpital de jour mieux équipé offre ses services à tous. De plus, 75 % des classes ont été modernisées.

### Sécurité
L’université vise à améliorer le système de sécurité intérieur et extérieur. Un système de contrôle surveille l'entrée des véhicules. La population universitaire, qui possède un véhicule, est équipée d'une carte magnétique. Le personnel de sécurité dispose de motos, voitures et d'engins de chantier connectés par un réseau pour un meilleur suivi de la sécurité.

## Engagements sociaux
L’université développe chaque année des projets communautaires avec l’objectif d’aider les gens qui habitent principalement dans les communautés rurales et qui n’ont pas accès aux services basiques.
L'engagement avec la société permet aux élèves de s’engager dans de véritables projets sociaux facilitant leur entrée dans la vie active, leur apportant une expérience pour réussir dans le domaine professionnel. Leur formation universitaire permettent d'offrir des solutions dont bénéficient les communautés.
Ces activités aident les étudiants à acquérir de l’expérience dans tous les domaines. Ils accomplissent un travail différent, face à des situations nouvelles et différentes personnes, et surtout, ont la possibilité de servir la société par l’application de leur apprentissage dans les classes universitaires.

## Autorités

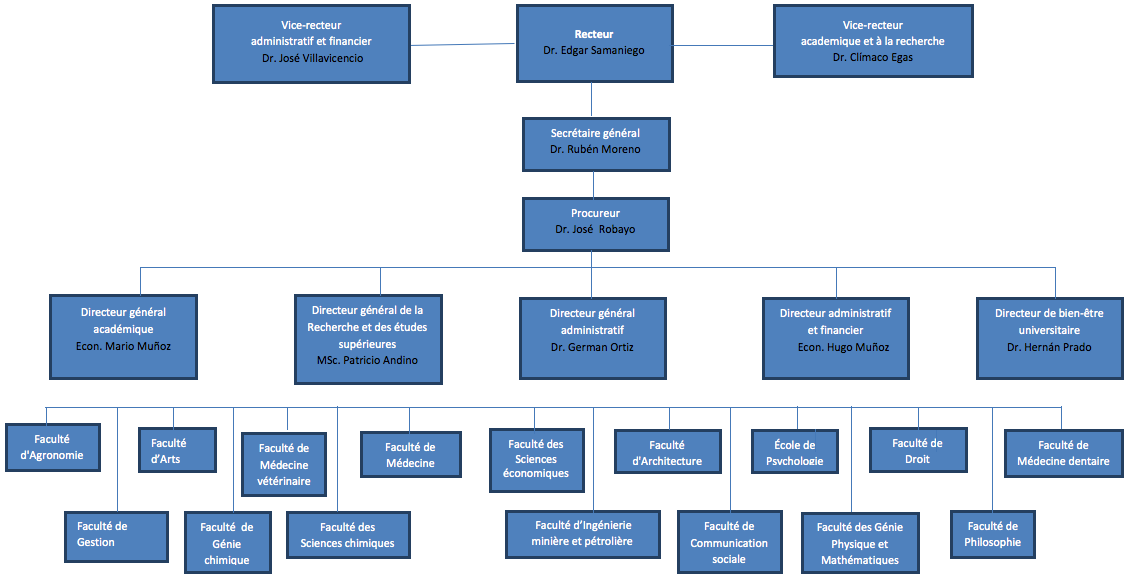
Autorités de l'université centrale.

Dans les récentes élections de l’université centrale de l’Équateur, on a nommé pour la période 2011-2012 :
- Huit membres et huit suppléants principaux siégeant au Conseil Honorable de l’université.
- Un représentant des employés.
- Un représentant des étudiants.
- Un suppléant pour chacun des pouvoirs au Conseil directif honorable.

## Personnalités liées à l'université

### Étudiants
- Diana Salazar Méndez